# Batkowo
Batkowo – wieś w Polsce, położona w województwie kujawsko-pomorskim, w powiecie inowrocławskim, w gminie Inowrocław.

## Podział administracyjny
W latach 1975–1998 miejscowość administracyjnie należała do województwa bydgoskiego.

## Demografia
Według Narodowego Spisu Powszechnego (III 2011 r.) wieś liczyła 198 mieszkańców. Jest 18. co do wielkości miejscowością gminy Inowrocław.

## Nazwa
Miejscowość pod zlatynizowaną nazwą Badkovo wymieniona jest w łacińskim dokumencie, wydanym w Kępnie w 1282 roku, sygnowanym przez króla polskiego Przemysła II. W latach II wojny światowej nazwę wsi zmieniono na Grumbach.

## Urodzeni w Batkowie
- Michał Grobelski – polski lekarz-ortopeda, jeden z twórców Polskiego Towarzystwa Ortopedycznego i Traumatologicznego, lekarz wojskowy w czasie powstania wielkopolskiego, wojny polsko-bolszewickiej, III powstania śląskiego i powstania warszawskiego[5].